# Ulu

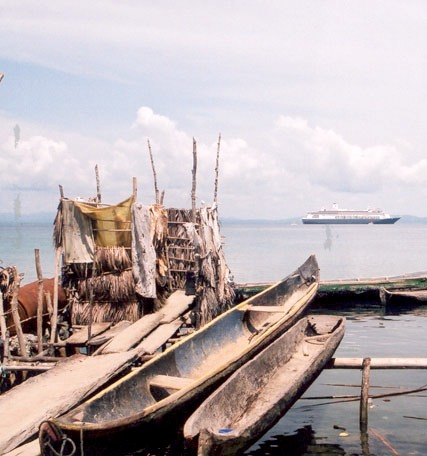
Ulu na San Blas

Ulu – odmiana prostej łodzi, dłubanki, użytkowana przez Indian Kuna.
Łódź sporządzana jest z jednego pnia drzewa (cedru lub mahoniu) i posiada najczęściej długość od 2 do 6 metrów. Poruszana jest głównie siłą mięśni, za pomocą jednego, ciężkiego wiosła, pełniącego również rolę steru. Osoba sterująca siedzi w tylnej części łodzi. W przypadku wystąpienia korzystnych wiatrów możliwe jest postawienie składanego masztu o kształcie trapezowym. Możliwe jest przystosowanie ulu do silnika spalinowego, ale z uwagi na małą zamożność Indian nie jest to praktykowane masowo.